# École spéciale militaire de Saint-Cyr
Pour les articles homonymes, voir ESM et Saint-Cyr.
L'École spéciale militaire de Saint-Cyr (ESM Saint-Cyr), plus souvent appelée simplement Saint-Cyr, fondée en 1802 par Napoléon Bonaparte alors premier consul, est — avec l'École navale, l'École de l'air, l'Académie militaire de la Gendarmerie nationale, l'École polytechnique, l’École de santé des armées, l'École nationale supérieure de techniques avancées Bretagne et l’École des commissaires des armées — l'une des neuf grandes écoles militaires françaises. Elle forme aujourd'hui des officiers de l'armée de terre et une partie des officiers de la gendarmerie.
Elle fait partie de l'Académie militaire de Saint-Cyr Coëtquidan (AMSCC), implantée dans la commune de Guer (Morbihan). Ses élèves et anciens élèves sont appelés « saint-cyriens » ou encore « Cyrards ». Elle a pour devise : « Ils s'instruisent pour vaincre ». En tant que grande école militaire elle est placée sous la tutelle du ministère des Armées. Résolument orientée vers l'international, elle accueille dans chaque promotion une moyenne de 10 % d'élèves-officiers étrangers. Elle bénéficie pour cela de nombreux accords d'échanges avec d'autres académies militaires comme l'Académie militaire de West Point (États-Unis), l'Institut militaire de Virginie (États-Unis) ou encore l'Académie royale militaire de Sandhurst (Royaume-Uni).
Saint-Cyr recrute aujourd'hui principalement sur concours des élèves issus des CPGE (Sciences, Lettres, Économie) et une minorité d’élèves ayant un niveau master 2 sur concours également.
C'est l'une des 204 écoles d'ingénieurs françaises accréditée au 1er septembre 2020 à délivrer un diplôme d'ingénieur pour ses élèves recrutés en filière scientifique.

## Histoire

### Consulat et Empire
L'École spéciale militaire est créée par la loi du 11 floréal an X (1er mai 1802) sur ordre du Premier Consul Napoléon Bonaparte, qui l'installe d'abord au château de Fontainebleau (arrêté du 8 pluviôse an XI (28 janvier 1803)), le commandement est alors confié au général Bellavène (1770-1824). Le 7 janvier 1805, l’école devient alors « École spéciale impériale militaire » (ESIM) car Napoléon Bonaparte est proclamé empereur (Napoléon Ier) par le sénat et sacré le 2 décembre 1804. Le sous-lieutenant Bichier-Desroches est le premier saint-cyrien tombé au champ d'honneur[réf. nécessaire]. Le 2 décembre de l'année suivante se déroule la bataille d'Austerlitz où de nombreux Saint-Cyriens vont tomber au cours de ce qui restera l'une des plus éclatantes victoires napoléoniennes. Cette date est depuis restée dans la mémoire saint-cyrienne comme le "2S" (voir la section Traditions) et donne chaque année lieu à une reconstitution historique au sein de l'école.
En 1808, l'ESIM est transférée par décret à Saint-Cyr-l'École (Yvelines), dans les bâtiments de la maison royale de Saint-Louis, fondée par Madame de Maintenon en 1686 (seconde épouse de Louis XIV), et dont elle conserve le nom.

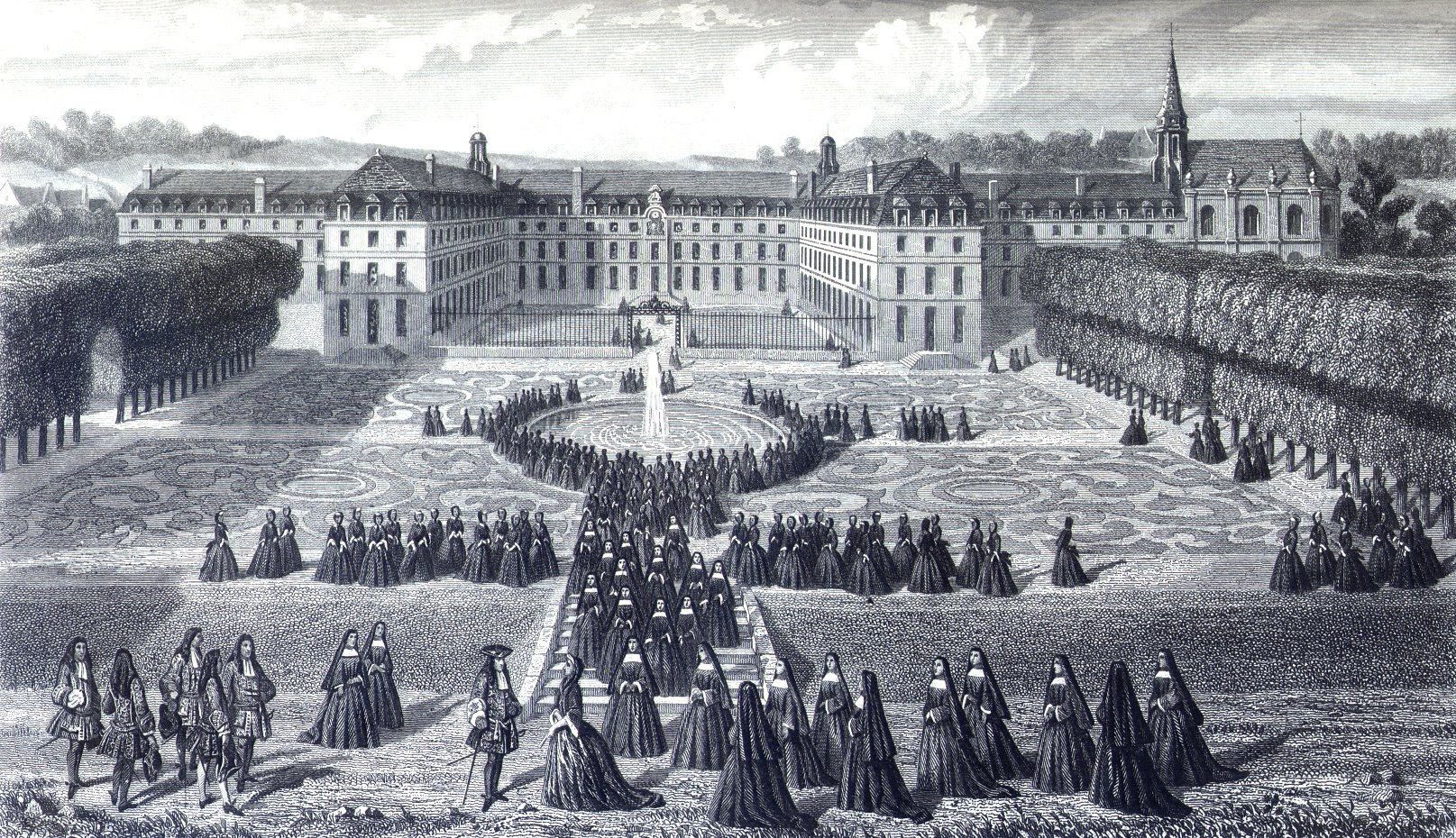
La maison royale de Saint-Louis.

En 1685, le château et les terres marécageuses du sieur Saint-Cyr, sur l'actuelle commune de Saint-Cyr-l'École, sont rachetées par le roi Louis XIV pour y construire la maison royale de Saint-Louis, école destinée à donner une bonne éducation aux jeunes filles de la noblesse pauvre. La communauté de 250 jeunes filles s’installe en 1686 sous la houlette de Madame de Maintenon, seconde épouse du roi. À ce titre, son théâtre y reçoit le roi en 1689 pour la première d'Esther puis Athalie, deux œuvres que la bienfaitrice commanda à Jean Racine en 1691. Cette maison d'éducation ferme lors de la Révolution française. Après avoir été hôpital, les locaux accueillent le Prytanée militaire tandis que l'École spéciale impériale militaire est installée à Fontainebleau.

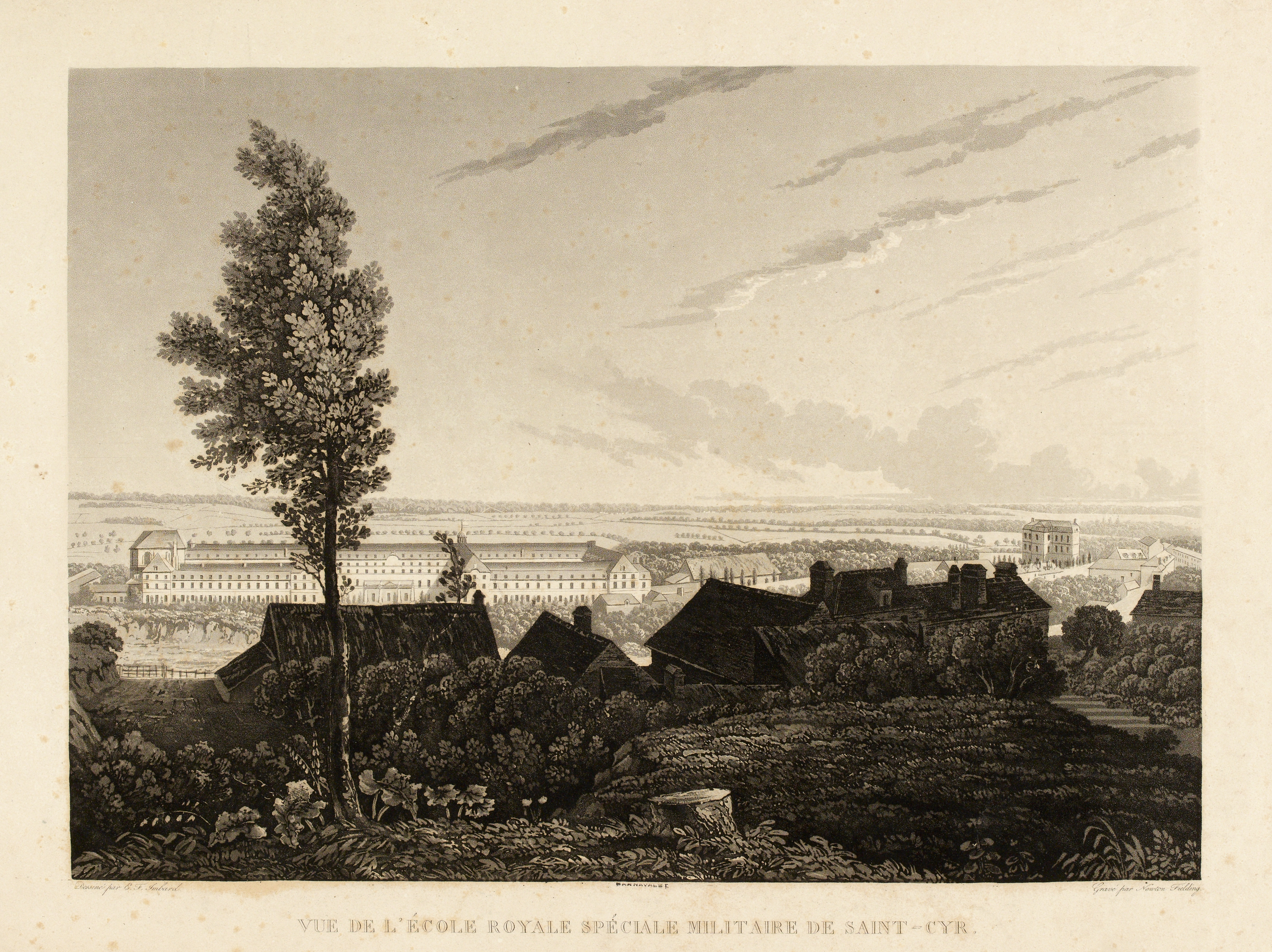
Vue de l'École royale spéciale militaire, en 1799.

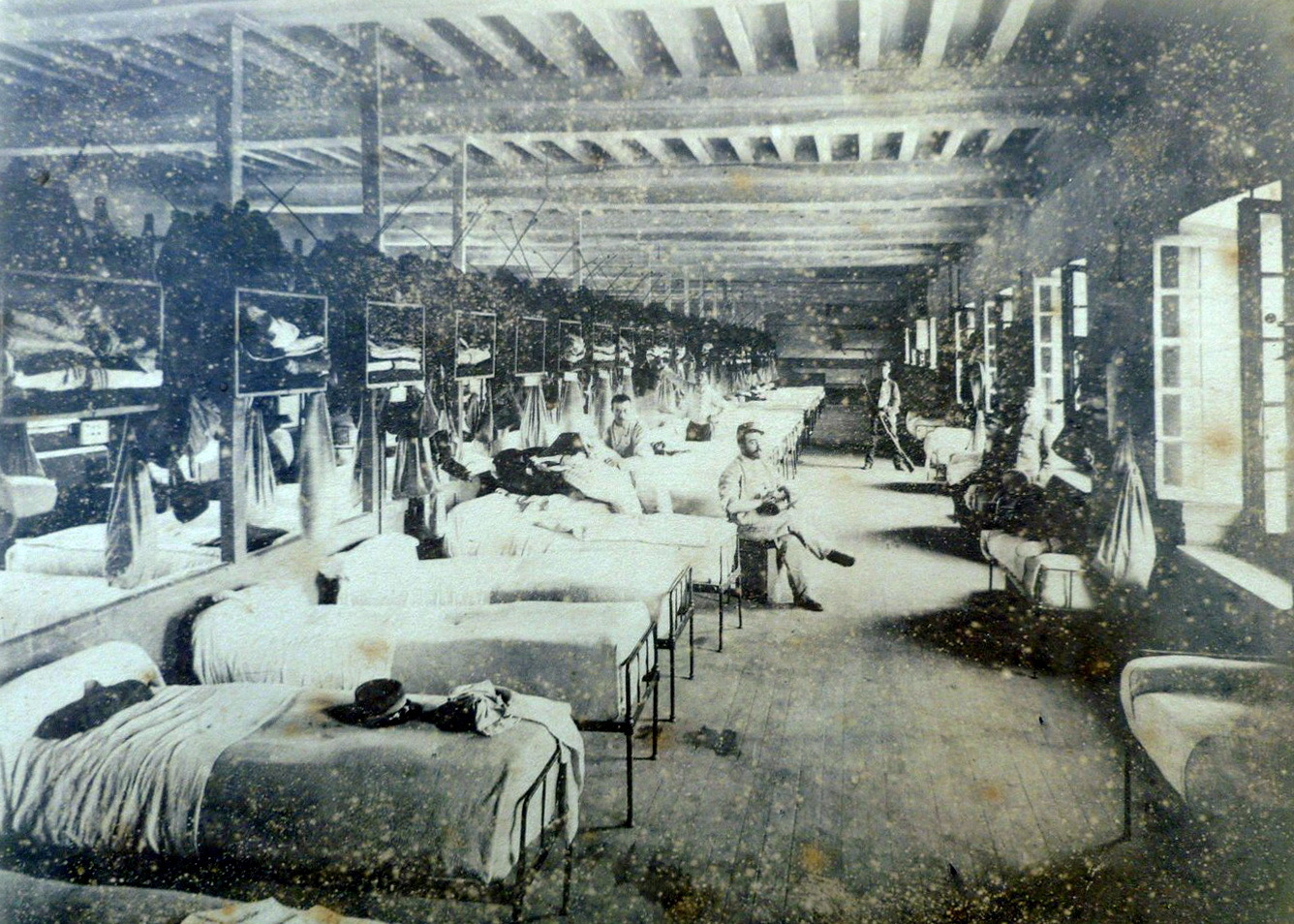
La chambre « Sébastopol » à Saint-Cyr, photographiée par Jules David en 1886.

Les 650 élèves que compte alors l'école quittent Fontainebleau le 1er juillet 1808 et entrent à Saint-Cyr le 3 juillet de la même année. L'anecdote veut que l'une des raisons de ce choix impérial est le caractère un peu trop agité des saint-cyriens pour Fontainebleau, alors lieu de résidence d'été de l'empereur. À partir de 1818, les promotions sont numérotées, elles n'ont cependant pas encore de noms ; il faut attendre 1830 et la promotion « du Firmament » (1830-1832). Le 8 août 1819, les saint-cyriens défilent devant le roi Louis XVIII à Saint-Cloud. Le roi s’adresse à eux et leur dit : « Il n’en est pas un dans vos rangs qui n’ait pas dans sa giberne le bâton de maréchal de France ».
En 1830, à la suite des Trois Glorieuses (27 au 29 juillet), la chute du dernier des Bourbon Charles X et l’avènement de Louis-Philippe d’Orléans qui devient « roi des Français », le drapeau tricolore est définitivement adopté comme emblème national. L’école devient ESM Saint-Cyr et poursuit son œuvre de formation des officiers de France ; elle est d'ailleurs agrandie sous la Deuxième République. Cette dénomination ne dure pas ; en effet, en 1851, l'école redevient ESIM sous le Second Empire de Napoléon III. C'est pendant le Second Empire qu'est d'ailleurs adopté le casoar qui est devenu par la suite l’emblème de l'école. En effet, le 24 août 1855, c'est lors d'un défilé militaire organisé en l'honneur de la reine Victoria, reine d’Angleterre en visite en France, que les saint-cyriens portent sur leur shako un plumet rouge et blanc, couleurs de la monarchie britannique.

### Période contemporaine
En 1940, les écoles de Saint-Cyr et Saint-Maixent (école militaire de l'infanterie et des chars de combat) sont transférées à Aix-en-Provence, en zone libre. Leur mission prend alors une dimension politique et idéologique, dans un pays dirigé par le maréchal Pétain. Ainsi, « l’École devient l’un des vecteurs et des outils de la Révolution nationale », en privilégiant les valeurs morales et sportives au détriment du rôle social de l'officier cher à Lyautey. En novembre 1942, après l'occupation de la zone libre, les deux écoles sont dissoutes par l'occupant allemand[réf. souhaitée].

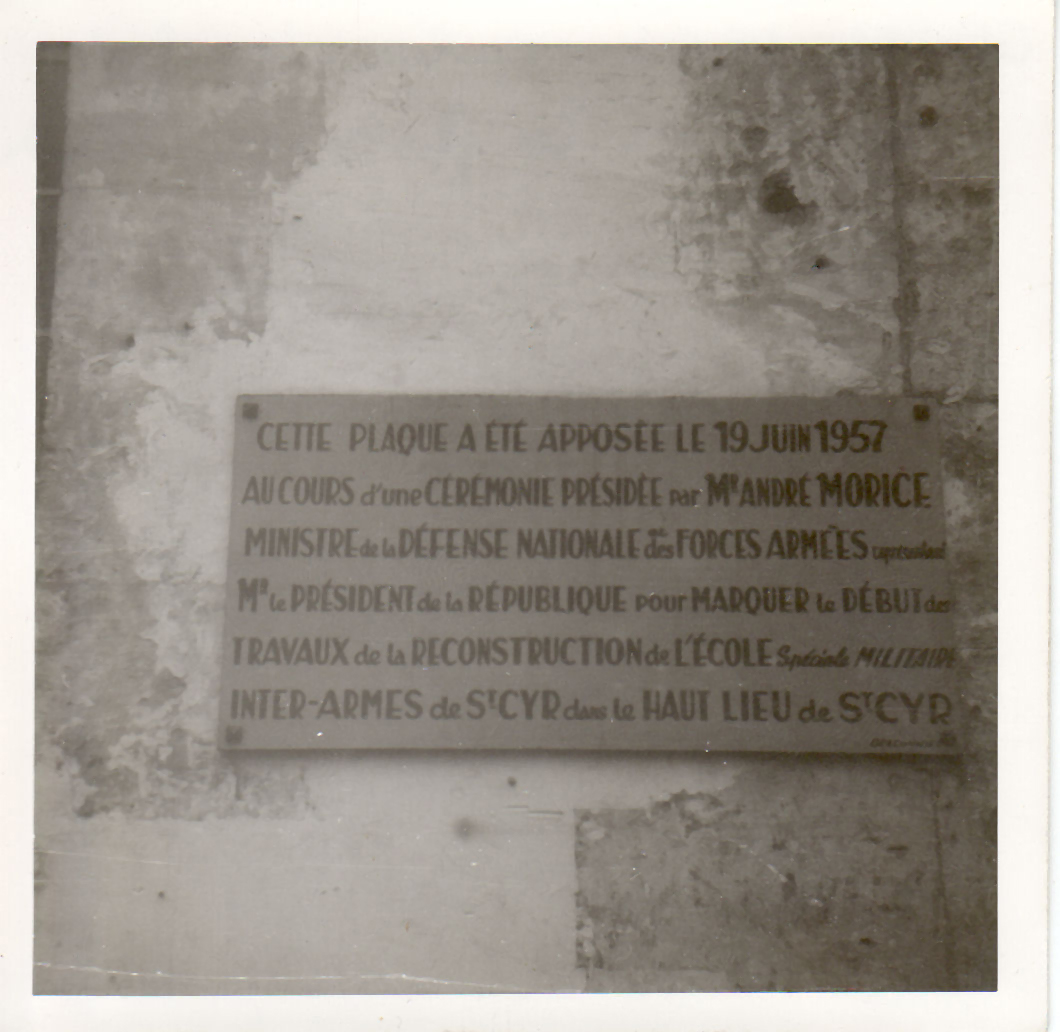
Plaque apposée cour Rivoli le 19 juin 1957 pour marquer le début des travaux de reconstruction de l'école.

Certains élèves réussissent à quitter la France en passant par l'Espagne, et se réfugient à l'École militaire de Cherchell en Algérie française à l’époque de l’Empire colonial français. Parallèlement, depuis 1940, en Grande-Bretagne, des officiers sont formés par l'École militaire des cadets de la France libre, fondée par le général de Gaulle. En décembre 1944, l'École militaire de Cherchell devient l'École militaire interarmes (EMIA), chargée de former tous les officiers de l'Armée de terre, aussi bien ceux issus du recrutement direct (Saint-Cyr) que ceux du recrutement interne (Saint-Maixent). C'est là l'idée d'amalgame du général de Lattre de Tassigny.
En juin 1945, l'EMIA déménage provisoirement à Coëtquidan (Morbihan) où elle faisait des manœuvres avant guerre, les bâtiments de Saint-Cyr-l'École ayant été rendus inutilisables par des bombardements de la Royal Air Force, les 22 juin et 25 juillet 1944. En mai 1947, l'EMIA devient l'école spéciale militaire interarmes (ESMIA), concession à l'ancien nom de Saint-Cyr. En 1957, le gouvernement décide la reconstruction de l'école en vue du retour de l'ESMIA à Saint-Cyr. Mais les temps ont changé, les élèves-officiers ne manœuvrent plus à pied ou à cheval mais au moyen d'engins motorisés. Le cadre de Saint-Cyr se prête mal à de telles manœuvres et en tous cas moins bien que la lande de « Coët ». En 1959, le général de Gaulle décide de renoncer au retour de l'école à Saint-Cyr et de créer à la place un lycée militaire. En août 1961, la formation des officiers issus du recrutement direct et des anciens sous-officiers est éclatée en deux, l'ESMIA est dissoute et fait place à deux écoles distinctes maintenues à Coëtquidan : l'ESM qui reprend son rôle et la nouvelle EMIA. En 1964, les travaux de restauration de l'école pour en faire un lycée militaire commencent. En 1977, une nouvelle école vient s'installer sur le site de Coëtquidan, c'est l'École militaire du corps technique et administratif (EMCTA).
Une nouvelle étape est franchie par la mise en place d'une Politique étrangère et de sécurité commune (PESC) lors du traité de Maastricht, renforcée en 2007 par le traité de Lisbonne, dans l'Europe de la défense. Pour renforcer la coopération entre la France et l'Allemagne, de jeunes Français peuvent intégrer le cursus de formation des cadres de la Bundeswehr et, sur le principe de la réciprocité, de jeunes Allemands peuvent intégrer l'École spéciale militaire de Saint-Cyr.

### Chronologie

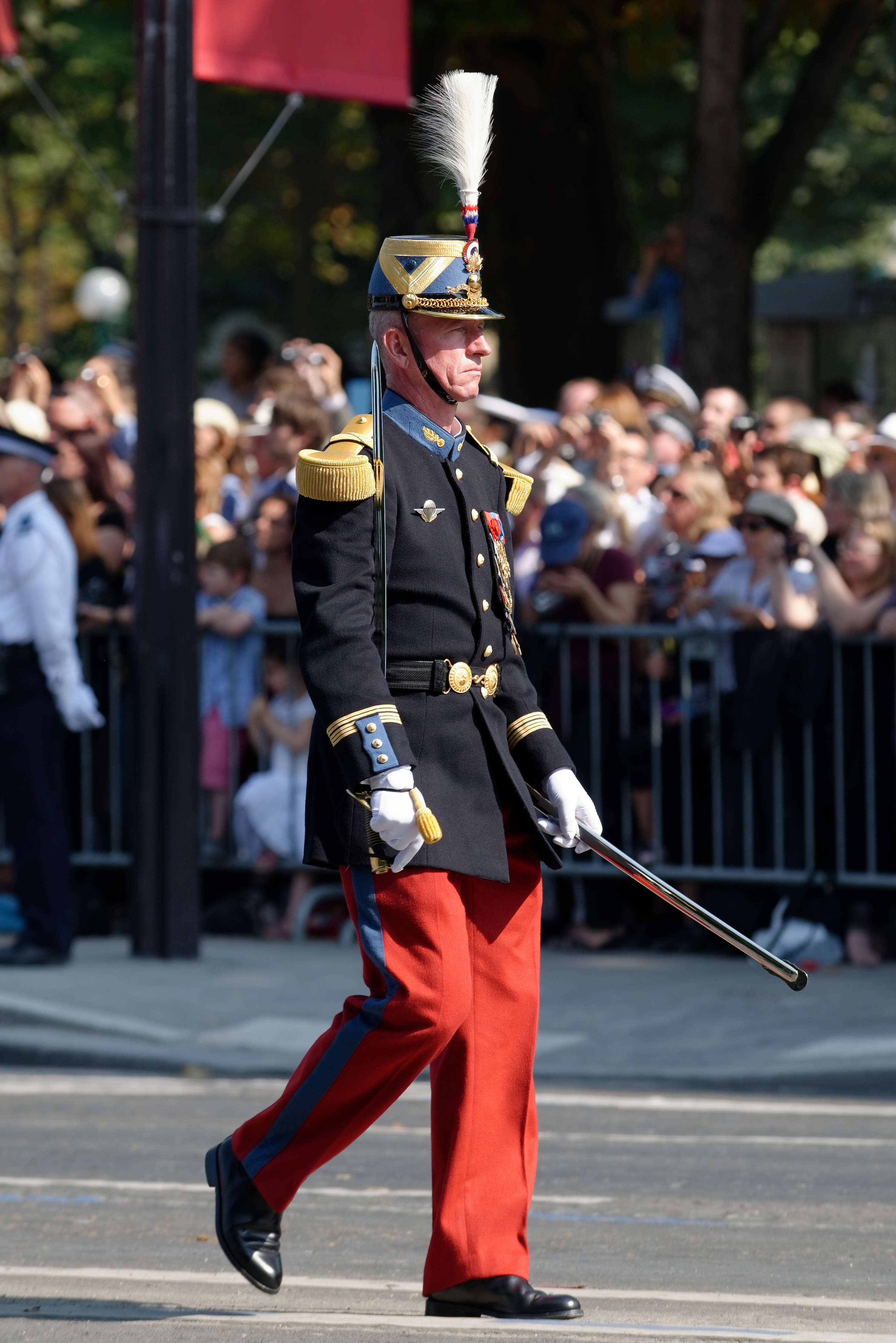
Défilé militaire du 14 Juillet : le colonel directeur des formations d'élèves (DFE).

L'école spéciale de cavalerie est créée à Saint-Germain-en-Laye en 1809. Le 8 août 1819, les saint-cyriens défilent devant le roi Louis XVIII à Saint-Cloud. Le roi s’adresse à eux : « Il n’en est pas un dans vos rangs qui n’ait pas dans sa giberne le bâton de maréchal de France » et forge l'expression de « Premier bataillon de France ».

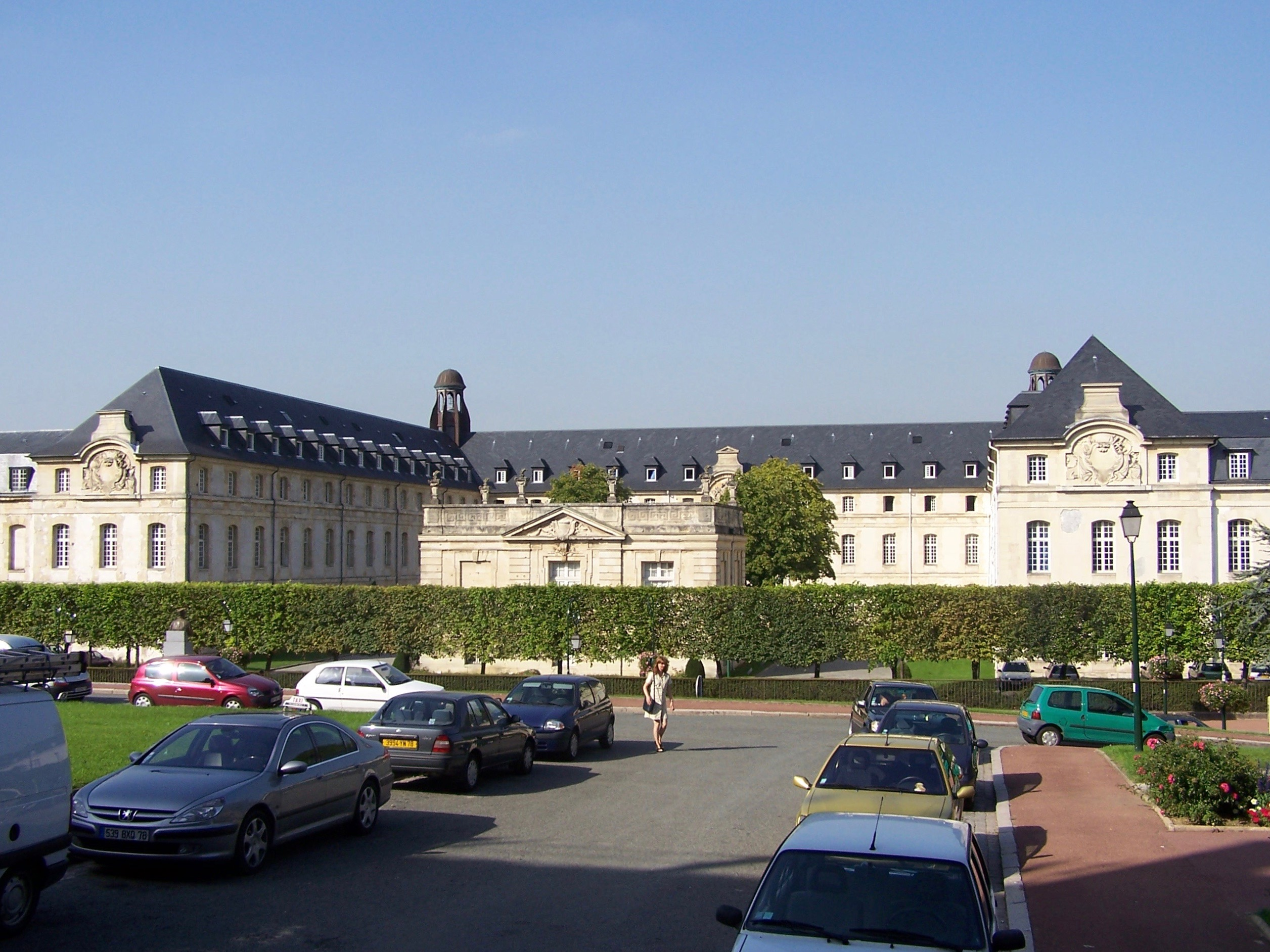
Lycée de la Défense de Saint-Cyr, siège de l'ESM de 1808 à 1940. Au centre la cour Napoléon ; à droite la cour Louis XIV et à gauche la cour Rivoli.

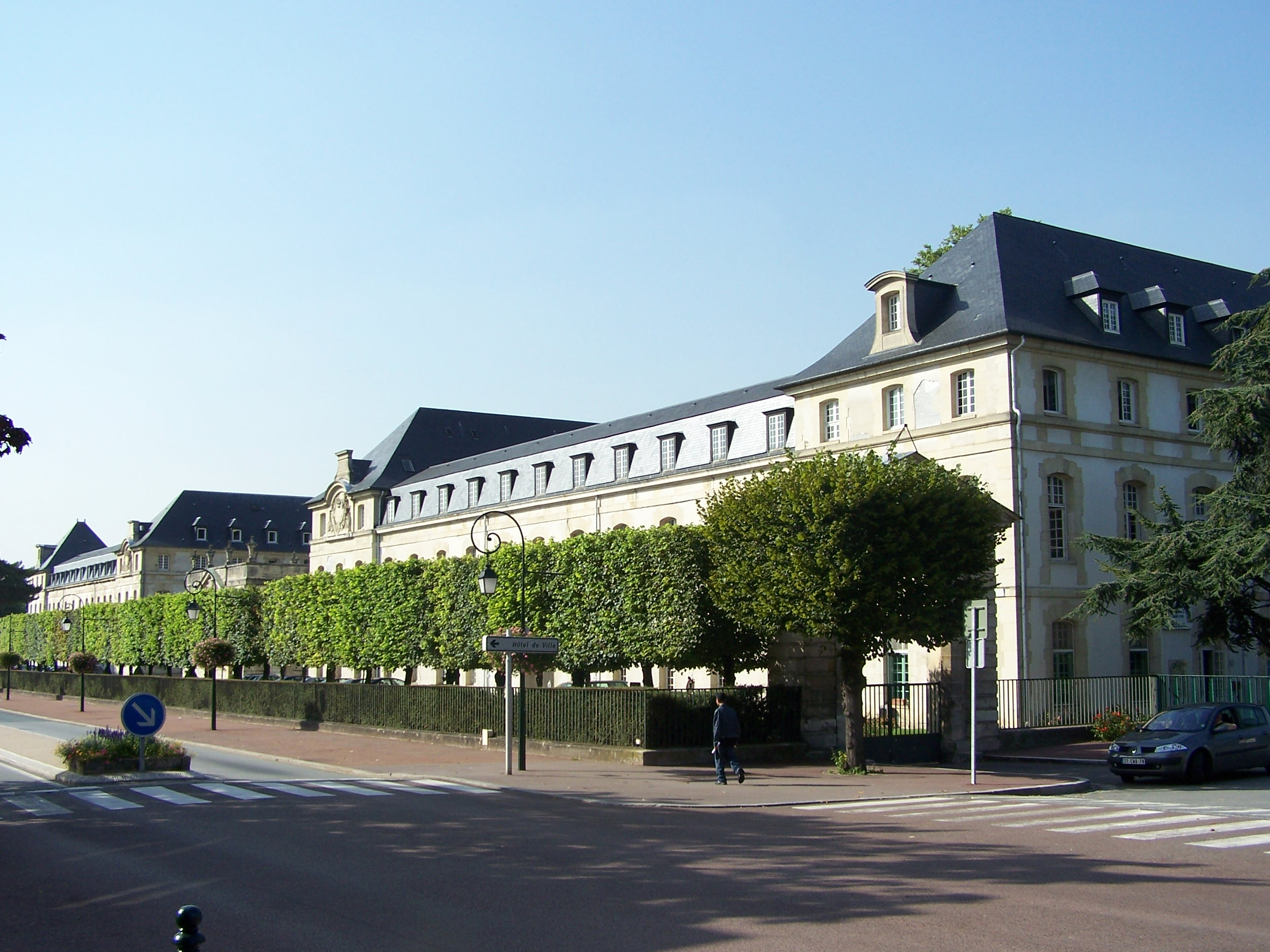
Lycée de la Défense de Saint-Cyr, siège de l'ESM de 1808 à 1940.

En 1830, à la suite des Trois Glorieuses (27 au 29 juillet), lors de la chute du dernier des Bourbons, Charles X et l’avènement de Louis-Philippe d’Orléans, qui devient « roi des Français » le drapeau tricolore est définitivement adopté comme emblème national. L’école devient ESM Saint-Cyr[réf. souhaitée]. Sous Napoléon III, l’école redevient ESIM[réf. souhaitée]. Jusque là exclusivement à Saumur, les chevaux (au nombre de 400) n'arrivent à Saint-Cyr qu'en 1853. Le 24 août 1855, à l’occasion de la venue de la reine Victoria en France, les saint-cyriens portent le shako avec un plumet rouge et blanc. Il est baptisé Casoar et devient symbole de l’école.
En 1912, les futurs officiers de la promotion Montmirail effectuent un an comme simples soldats avant d'intégrer leur école. La légende, raconte qu'en 1914, ils auraient chargé à la tête de leurs hommes en Casoar et gants blancs[source insuffisante]. 
Sur les 774 élèves que comptait la  promotion de 1914 La Grande Revanche, 428 sont tombés au « champ d’honneur ».
Le général Frère commandant de l’école de 1931 à 1935 anime un réseau de résistance pendant la Seconde Guerre mondiale. Après la défaite, Saint-Cyr et Saint-Maixent (école de formation des sous-officiers de l'Armée de terre) sont transférées à Aix-en-Provence, en zone libre. En Novembre 1942 après l'occupation de la zone libre, les deux écoles sont dissoutes. Certains élèves réussissent à quitter la France en passant par l'Espagne, et se réfugient à l'École militaire de Cherchell en Algérie française. Parallèlement, depuis 1940, en Grande-Bretagne, des officiers sont formés par l'École militaire des cadets de la France libre, fondée par le général de Gaulle.
L'école est entièrement détruite le 26 juillet 1944 lors d'un bombardement de la ville de Saint-Cyr par l'aviation anglo-américaine.
L'École militaire de Cherchell devient l'École militaire interarmes (EMIA) décembre 1944, chargée de former tous les officiers de l'Armée de terre, aussi bien ceux issus du recrutement direct (Saint-Cyr) que ceux du recrutement interne(semi-direct) (Saint-Maixent). C'est là l'idée d'amalgame du général de Lattre de Tassigny. En juin 1945 l’École militaire interarmes s’installe après la guerre à Coëtquidan, non seulement car les bâtiments de Saint-Cyr-l'École ont été rendus inutilisables ; mais aussi parce que les hauts responsables militaires jugent les terrains étriqués de l'agglomération parisienne inadaptés aux manœuvres d'une armée moderne et mécanisée, qui a besoin de grands espaces.
L'école originelle, laissée à l'état de ruines pendant 10 ans, est reconstruite à partir de 1957. Une nouvelle école vient s'installer sur le site de Coëtquidan en 1977, l'école militaire du corps technique et administratif (EMCTA). La scolarité passe à trois ans en 1982, et l'école accueille pour la première fois des élèves-officiers féminins en 1983.

## Drapeau
La loi promulguant la création de Saint-Cyr date du 1er mai 1802. Ce n'est pourtant que le 4 décembre que l'école reçoit son drapeau à l'occasion d'une remise des aigles sur le champ de Mars. Il ne porte aucune inscription. Le 30 janvier 1805, le ministre de la guerre ordonne d'y ajouter : « L'Empereur des Français aux élèves de l'École impériale militaire - Ils s'instruisent pour vaincre ».
Au début de 1820, l'École reçoit son deuxième drapeau, remis par Louis XVIII au sergent Dubreuil. Se tournant vers les élèves le roi leur dit : « Il est en de bonnes mains, j'en réponds ! ». Le drapeau de soie blanche parsemée de fleurs de lys est emporté par le duc de Broglie, commandant l'École lors de la chute du roi Charles X.
Les liens établis avec la monarchie de Juillet sont plus conflictuels. Le duc d'Orléans passe les premières revues dans un silence total, ce qui n'encourage pas le roi à donner un drapeau aux élèves. Le prince assistant pourtant à une cérémonie, accorde sa grâce à trois saint-cyriens renvoyés, et leur promet un drapeau, qu'il leur remet le 11 juin 1837. il est de soie frangée tricolore, avec une couronne royale aux quatre coins et porte la devise : « Honneur et Patrie ».
Le roi des Français Louis-Philippe Ier abdique en 1848 et la Deuxième République est vite remplacée par le Second Empire. L'École assiste le 15 août 1853 à la revue donnée en l'honneur de l'empereur des Français Napoléon III. La manœuvre est impeccable et le général Alexandre félicite les élèves en disant : « c'est en maintenant le bon esprit militaire qu'ils méritent toujours le titre de Premier Bataillon de France ». Sur le drapeau réapparaît la devise : « Ils s'instruisent pour vaincre ».
Après la défaite de Sedan en 1870, un nouveau drapeau fort simple est donné à l'École ; y est porté la devise : « Ils s'instruisent pour défendre la patrie ».
Le 14 juillet 1880, le président de la République Jules Grévy remet à l'École un drapeau sur lequel est inscrit : « Honneur et Patrie - Premier bataillon de France ».
Aujourd'hui le drapeau porte sur un côté la mention « République Française - École Spéciale Militaire » et sur l'autre « Honneur et Patrie - Premier Bataillon de France - Ils s'instruisent pour vaincre ».
Le drapeau est traditionnellement confié à la garde au drapeau du Premier Bataillon de France (la promotion sortante), composée de six sous-lieutenants[réf. souhaitée].

### Décorations du drapeau
|  |  |  |  |

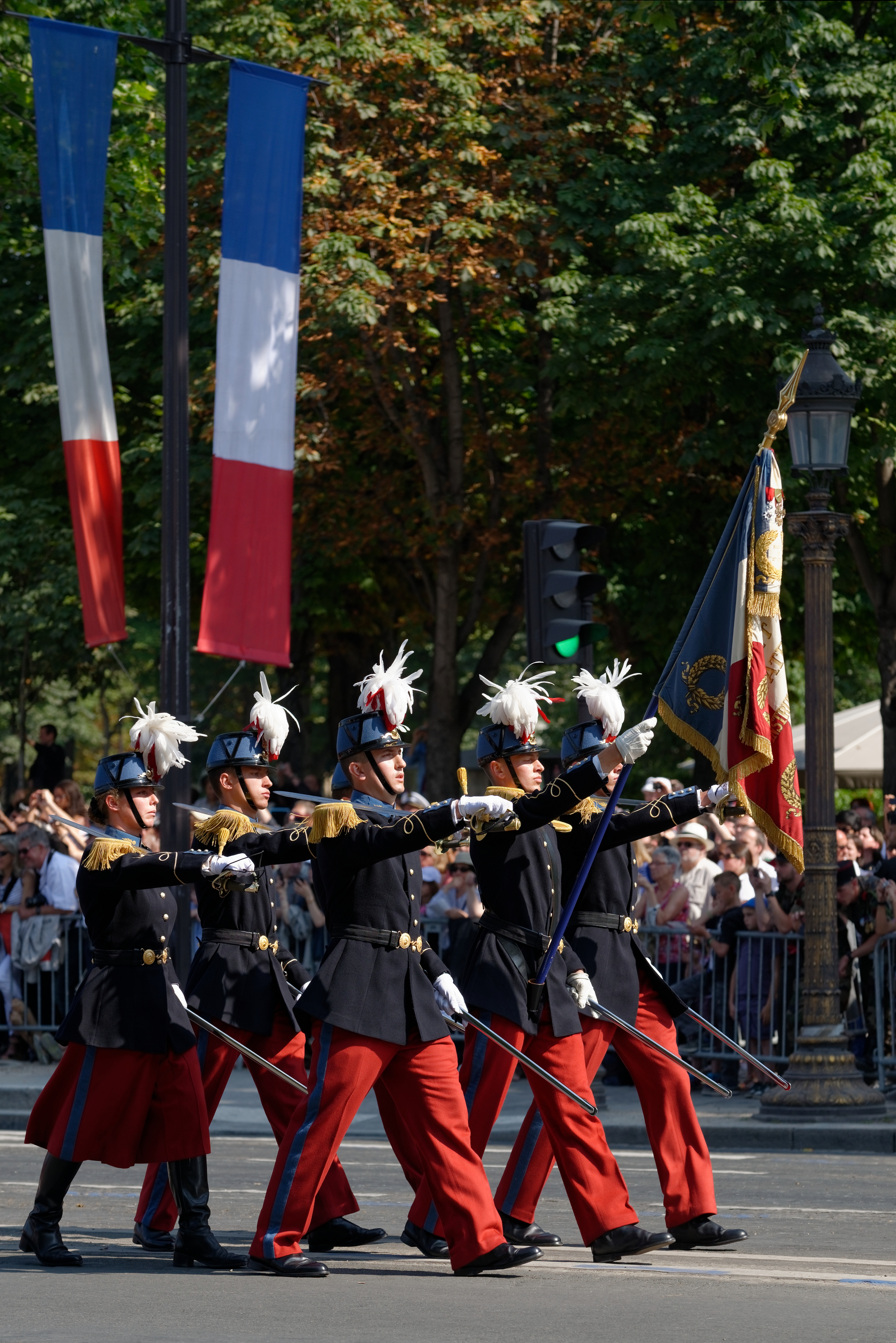
La garde au drapeau de l'ESM Saint-Cyr lors du traditionnel défilé du 14 Juillet.

Le sacrifice des dix mille saint-cyriens morts pour la France et la valeur des officiers issus de l'École depuis sa création ont valu à son drapeau d'être décoré successivement de la :
- Légion d'honneur (22 avril 1914)
- Croix de Guerre 1914-1918 (18 mai 1922) : « L'École Spéciale Militaire, par la valeur et l'héroïsme des officiers qu'elle a formés, a consacré au cours de la Grande Guerre sa longue tradition de sacrifices à la Patrie et a justifié d'éclatante façon sa devise glorieuse : "Ils s'instruisent pour vaincre" ».
- Croix de Guerre 1939-1945 (3 novembre 1949) : « Fidèle à ses traditions de dévouement à la Patrie, de courage, de discipline et d'honneur, l'École Spéciale Militaire de Saint-Cyr a brillamment formé des officiers qui, alliant à leur compétence technique un sens du devoir poussé jusqu'au sacrifice de leur vie, ont répandu sans mesure leur sang sur les champs de bataille de Syrie, du Maroc, de la Deuxième Guerre mondiale et d'Indochine ; a donné à la France une pléiade de grands chefs qui ont su conduire la Nation à la Victoire. À ainsi hautement mérité de la reconnaissance du Pays ».
- Croix de Guerre des Théâtres d'Opérations Extérieurs (17 juillet 1953) : « L'École Spéciale Militaire Interarmes, fidèle à la tradition de dévouement absolu à la Patrie, n'a cessé de former depuis la Libération de jeunes promotions animées d'une foi ardente qui, aux côtés de leurs anciens ont servi et continuent à servir avec héroïsme sur les champs de bataille d'Extrême-Orient. Elle a ainsi contribué, au prix du sacrifice de près de huit cents des siens, à maintenir haut le prestige du Pays et à sceller l'Union Française par le plus éclatant des témoignages : celui du sang. Elle a bien mérité la reconnaissance de la Nation ».

Le drapeau porte ces décorations en cravate.

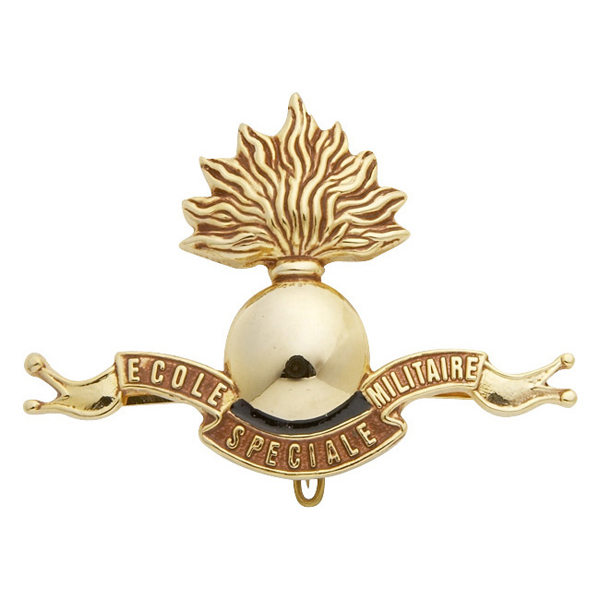
Insigne de béret de l'ESM.

## Traditions
L’École spéciale militaire de Saint-Cyr se caractérise par une identité forte et des traditions. Elle forme les services spéciaux de l’armée française.

### Bahutage
Le bahutage est, selon Le Monde, un bizutage organisé par les « fines », les élèves de 2e année, auprès des « bazars », élèves de 1e année. Bien que théoriquement interdit, le bizutage se poursuit depuis 1947. Ces épreuves qui durent six semaines sont censées jouer un rôle dans « la transmission des traditions » de l’armée de terre.
Elles sont encadrées à la fois par un document signé du général commandant l’école, et par un autre placé sous la responsabilité des élèves, appelé « le livre de marche » de la promotion. Ces documents promeuvent « la cohésion, le dépassement de soi vers le service du pays, l’exemplarité des anciens ».
Le bahutage est un ensemble d'activités, allant de la visite du mémorial de Verdun à l'apprentissage de textes traditionnels, consistant à perdurer l'esprit « Saint-Cyrien ». Des responsables des « traditions » de deuxième année accompagnent durant les premiers mois les nouveaux arrivants. Associé à la formation militaire, le bahutage vient compléter et structurer la pensée et la réflexion des premières années sur leur condition militaire en tant qu'officier Saint-Cyrien[réf. nécessaire].
La mort par noyade de Jallal Hami, « brillant élève-officier » de 24 ans, en 2012 lors d’un exercice dit de « transmission des traditions » donne lieu à l'ouverture d'un procès à Rennes en novembre 2020,. Sept militaires et ex-soldats comparaissent pour homicide involontaire. La longueur de l'instruction s'explique, selon Le Monde, par le fait que « l’institution Saint-Cyr, connue pour son conservatisme, voire ses valeurs rétrogrades, n’aime pas que l’on se mêle de sa vie interne », et serait en partie due « aux réticences de l’institution militaire et à la mauvaise volonté des prévenus qui ont longtemps caché la réalité des faits ».

### Calendrier particulier
Après la bataille d'Austerlitz les saint-cyriens décidèrent d'adopter leur propre calendrier commençant en l'an 1805 et dont les mois sont désignés par une lettre de mot "Austerlitz". Ainsi le mois d'octobre est désigné par la lettre A, novembre par la lettre U, décembre par la lettre "S", janvier par la lettre "T", février par la lettre "E", mars par la lettre "R", avril par la lettre "L", mai par la lettre "I", juin par la lettre "T" et juillet par la lettre "Z". Les mois d'août et de septembre étant des mois de permission, ils ne sont pas comptés. Le 1er novembre 2019 correspond donc au "1U 214". Le "2S" qui est aujourd'hui devenu la fête des Saint-Cyriens correspond donc au 2 décembre.

### Chant de tradition:La galette
L'origine de ce chant remonte à 1845 lors de la mise en place d'un nouvel uniforme à l'école et dans l'Armée de manière générale. À l'origine, la galette, épaulette sans franges, était uniquement portée par les élèves mal classés. Ces derniers tirèrent une réelle fierté de cet attribut, s'estimant "appelés à devenir de meilleurs officiers dans la troupe que les "forts en thème" de la tête du classement". Pour traduire ce mécontentement, la promotion d'Isly (1843-1845) alors présente à l'école marquera son désaccord en adoptant un chant de promotion faisant état de son mécontentement. Composé en 1845 par le lieutenant-colonel Pierre Léon Bouisset, membre de la promotion. Il a été composé sur la musique des Puritains de Vincenzo Bellini.
Ce chant de promotion est depuis devenu le chant de tradition par excellence des saint-cyriens, entonné à des multiples occasions pendant la scolarité et encore après.

### Vocabulaire particulier
Comme c'est le cas dans de nombreuses écoles, Saint-Cyr dispose d'un vocabulaire et d'un certain nombre d'expressions qui lui sont propres. La liste de mots et d'expressions est longue et ne saurait être détaillée ici, voici tout de même quelques exemples particulièrement représentatifs :
- Bazar : élève de première année, et plus généralement élève du bataillon inférieur.
- Chichi : officier commandant les formations d’élèves, reconnaissable à l’aigrette qu’il est le seul à porter sur son shako.
- Fine : responsable des Traditions et de la vie hors-service.
- Marchfeld : place d’armes située devant la passerelle. Évoque la victoire de Wagram.
- Ours : bâtiment où s’effectuent les arrêts de rigueur. Ainsi désigné car il y régnait un froid polaire.
- Pékin : toute personne non militaire.
- Petit Co : camarade de Promotion.
- Pompe : ensemble des cours académiques. Vient de la pompe à eau qui existait au Vieux Bahut, à proximité des salles d’instruction.
- Stakher : travailler avec acharnement. Par référence à Stakhanov, ouvrier d’élite de l’ère stalinienne symbole du décollage industriel de l’URSS.
- Tomaze : bonne affaire, bon plan.

## Recrutement

### Les trois bataillons de l'École spéciale militaire de Saint-Cyr
Le recrutement se fait par concours « sciences », « lettres » ou « sciences économiques et sociales » au niveau bac + 2, classe préparatoire aux grandes écoles (CPGE) (âge maximum : 22 ans) ; il est également possible d'être admis sur titre (comme officier sur titres, OST) de niveau bac + 5, après avis d'une commission de recrutement nationale (âge maximum : 25 ans), et par la voie EOFIA au niveau bac, bac + 1.
Les écoles de Saint-Cyr Coëtquidan regroupent trois formations d'élèves, tous destinés à constituer les officiers de l'Armée de terre.
Les élèves de l'École spéciale militaire de Saint-Cyr sont répartis en trois bataillons correspondant à leurs trois années de formation (le 3e bataillon regroupant les élèves de première année).
En 2021, le 4e bataillon de l'École spéciale militaire de Saint-Cyr (ESM4) est devenu l'École militaire des aspirants de Coëtquidan.

### Autres écoles militaires situées à Coëtquidan
L’École militaire interarmes (EMIA), chargée de former les élèves officiers issus du concours interne, fusionnée un temps avec Saint-Cyr de 1942 à 1961, se trouve sur le camp de Coëtquidan.
L'École d'administration militaire se trouvait également à Saint-Cyr avant la création de l'École des commissaires des armées en 2013 à Salon-de-Provence. Les élèves commissaires d'ancrage terre suivent encore une partie de leur formation au sein de l'École spéciale militaire de Saint-Cyr.
L’École militaire des aspirants de Coëtquidan (EMAC) est chargée de former les élèves-officiers initialement intégrés aux bataillons de l’École spéciale militaire. Elle fait partie aujourd’hui des trois écoles d’officiers qui composent l’Académie militaire de Saint-Cyr Coëtquidan créée en juillet 2021. Elle regroupe des formations d'officiers dites courtes (moins d'un an) : OSC (Officiers sous contrat), X (polytechniciens en stage militaire au cours de leur première année de scolarité à l'École polytechnique). Cette formation nettement distincte de celle des saint-cyriens a hérité des traditions des EOR du 4e bataillon de l'ESM dont ils faisaient initialement partie.

## Misogynie et agressions sexuelles
Pour des articles plus généraux, voir Violences sexuelles et sexistes dans l'Armée française et Place des femmes dans les armées françaises.
Saint-Cyr devient mixte en 1983. En 2012, le sociologue Claude Weber publie À genou les hommes. Debout les officiers. La socialisation des Saint-Cyriens (PUR, 2012), où il étudie la promotion 2005 de l'École, qui compte 16 % de jeunes femmes. Il montre que celles-ci sont généralement mal considérées par leurs camarades masculins, comme les élèves étrangers, au point que certaines sont poussées à partir, comme le raconte Marine Baron dans Lieutenante, être femme dans l'armée française (Denoël, 2009). Plusieurs journaux font état en 2018 d'un système favorisant les humiliations sexistes, les insultes, et le harcèlement moral quotidien des jeunes femmes,. Une partie de l’encadrement alerte le commandant des écoles sur une « situation très inquiétante » pour les femmes officiers en 2024.
La députée Laetitia Saint-Paul, ancienne élève de l’École militaire de Saint-Cyr, indique que les femmes étaient surnommées « Les grosses ». Son capitaine de compagnie indiquait : « Mieux vaut être insultée qu’ignorée, ça vous fait exister »,.
Selon une enquête journalistique diffusée en avril 2024, dans L’Œil du 20 heures sur France Télévisions, trois enquêtes judiciaires sont ouvertes en novembre 2023. Un témoin indique : « Depuis l'automne, les choses se dégradent considérablement pour les femmes du bataillon. Sur 18 filles, deux sont en arrêt maladie, une a tenté de mettre fin à ses jours et deux autres ont vécu des agressions sexuelles ». Le harcèlement concerne aussi les élèves hommes qui parlent aux femmes, voire essaient de les défendre, ils sont appelés les « souzes » qui se traduit par « sous-hommes ». Pour Guillaume Ancel, les abus sont tolérés par le commandement pour protéger l’institution ; il dénonce une omerta. À la suite de cette diffusion révélant notamment une agression sexuelle d'un officier sur une élève en juillet 2023, la direction de l'école annonce qu'elle va signaler cette nouvelle affaire à la justice.
En ce qui concerne la prise en charge de ces violences, le ministère des Armées a créé la cellule Thémis en 2014. Elle permet d'accompagner les victimes de discriminations sexistes et de violences sexuelles, et depuis 2021 de discriminations de toute nature. Le Rapport de la Cour des comptes 2023 sur l'Académie militaire de Saint-Cyr Coëtquidan indique qu'un « réseau mixité », en plus de la cellule Thémis nationale, a été mis en place pour lutter contre les violences sexistes et sexuelles.

## Cursus
La scolarité comporte trois piliers intégrés, une formation humaine, une formation académique (surnommée « pompe ») et une formation militaire (surnommée « mili »), dont le brevet parachutiste militaire (à Pau), des stages commando (à Penthièvre en Bretagne, et Mont-Louis, au Centre national d'entraînement commando) et des stages d'aguerrissement en milieu montagnard (à Barcelonnette, dans les Alpes, au Centre national d'aguerrissement en montagne à Briançon et à partir de 2009 au Groupement d'aguerrissement en montagne (GAM) de Modane) ou en forêt équatoriale (en Guyane française) ou encore la formation sportive (surnommée « crapahut »).
Le cursus dure six semestres (deux pour les bac+5), sanctionnés par l'obtention du diplôme de l'ESM, et pour les scientifiques, du diplôme d'ingénieur agréé par la commission nationale des titres d'ingénieur (CTI), ainsi que le grade de master.
Tous les élèves d'une année sont groupés en bataillons. En première année, les élèves font partie du 3e bataillon (celui des élèves-officiers), en deuxième année, du 2e bataillon (celui des aspirants), enfin en troisième année, du 1er bataillon de France (celui des sous-lieutenants).
À l'issue de leur scolarité, les élèves reçoivent le grade de lieutenant, sont classés et choisissent, selon l'ordre de classement, une fonction opérationnelle dans l'Armée de terre ou la Gendarmerie nationale pour laquelle ils accompliront un an en école d'application, dans l’aviation légère de l'Armée de terre (ALAT), Le Cannet-des-Maures-Dax ; ou dans l'arme blindée et cavalerie (Saumur) ; dans l'artillerie (Draguignan) ; dans la gendarmerie (Melun) (école des officiers de la Gendarmerie nationale) ; dans l’arme du génie (Angers) ; dans l’infanterie (Montpellier jusqu'en 2010 puis Draguignan) ; dans l’arme du matériel (Bourges) ; dans le train, École du train et de la logistique opérationnelle (ETLO) à Bourges depuis 2009 ; enfin dans les transmissions (Rennes).
Après cette année en école d'application, ils reçoivent leur affectation opérationnelle. Cette affectation détermine leur arme d'appartenance.
Les officiers sous contrat et les officiers de réserve (qui formaient le « quatrième bataillon de Saint-Cyr ») suivaient une formation raccourcie à l'ESM jusqu'en 2021, date à laquelle est créée l'École militaire des aspirants de Coëtquidan (EMAC) qui prend désormais à son compte la formation de ceux-ci.

## Promotions

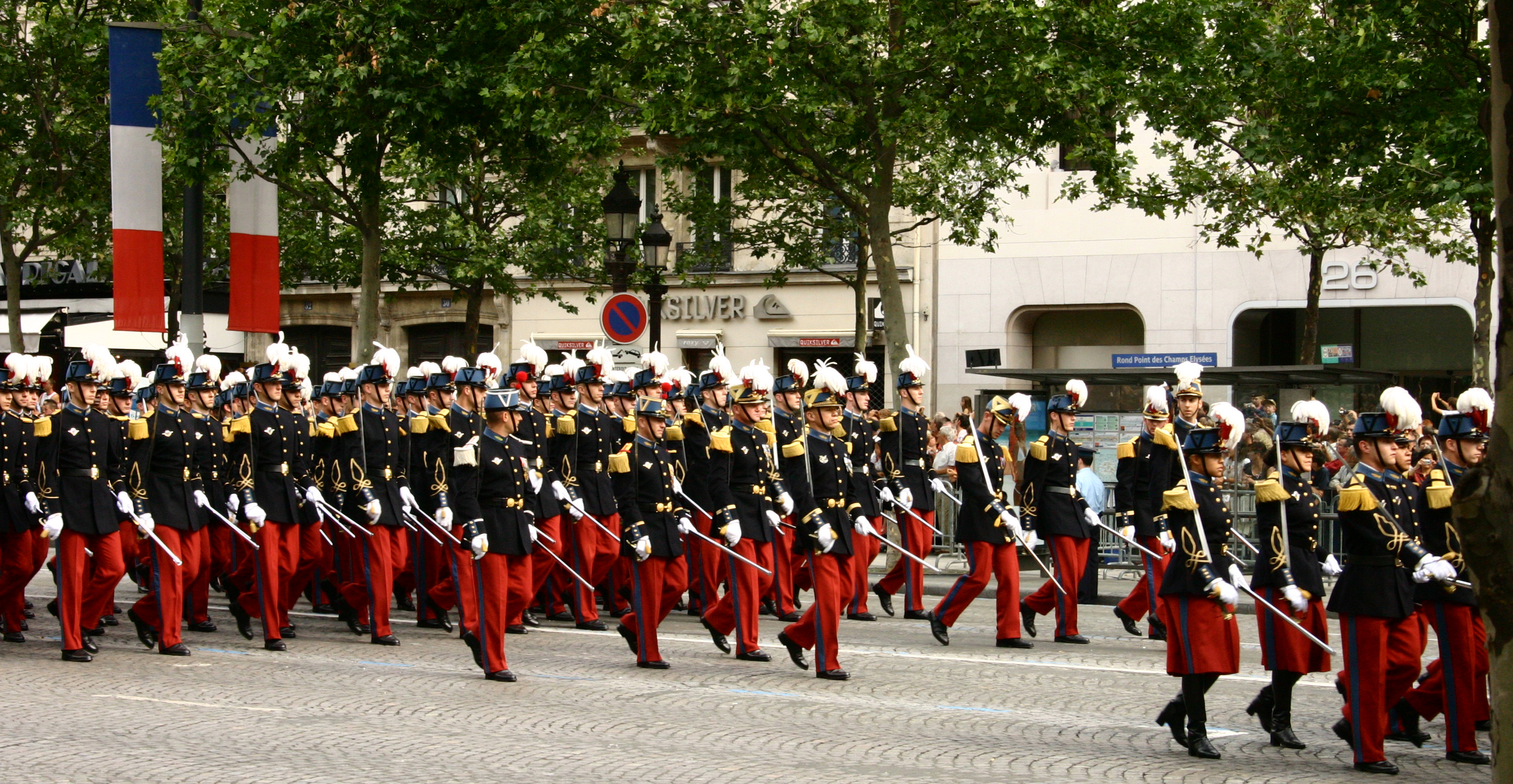
Saint-cyriens défilant sur les Champs-Élysées pour le défilé militaire du 14 Juillet en 2007.

| Numéro d'ordre | Période de formation de la promotion | Nom de la promotion          |
| -------------- | ------------------------------------ | ---------------------------- |
| N° 212         | 2025-2028                            |                              |
| N° 211         | 2024-2027                            | Général Desaix               |
| N° 210         | 2023-2026                            | Capitaine Desserteaux        |
| No 209         | 2022-2025                            | capitaine Goupil             |
| No 208         | 2021-2024                            | colonel Le Cocq              |
| No 207         | 2020-2023                            | général Caillaud             |
| No 206         | 2019-2022                            | capitaine Anjot              |
| No 205         | 2018-2021                            | compagnons de la Libération  |
| No 204         | 2017-2020                            | général Fourcade             |
| No 203         | 2016-2019                            | général Loustaunau-Lacau     |
| No 202         | 2015-2018                            | général Saint-Hillier        |
| No 201         | 2014-2017                            | chef d'escadrons de Neuchèze |
| No 200         | 2013-2016                            | capitaine Hervouët           |
| No 199         | 2012-2015                            | lieutenant Thomazo           |
| No 198         | 2011-2014                            | de Castelnau                 |
| No 197         | 2010-2013                            | chef de bataillon Bulle      |
| No 196         | 2009-2012                            | capitaine de Cacqueray       |
| No 195         | 2008-2011                            | chef d'escadron Francoville  |

## Quelques saint-cyriens célèbres
De très nombreux élèves officiers de l'École poursuivent une carrière qui les conduit à la notoriété, comme Charles de Foucauld (1858-1916), officier, explorateur, géographe puis religieux ; Hubert Lyautey (1854-1934), maréchal de France, premier résident général du protectorat français au Maroc, ministre de la Guerre lors de la Première Guerre mondiale ; Philippe Pétain, chef de l'État français ; Charles de Gaulle (1890-1970), général, chef de la France libre, homme politique, écrivain, père fondateur de la Ve République en 1958 et président de la République de 1959 à 1969. Il y a aussi le lieutenant Tom Morel, résistant français dans le maquis des Glières, mort pour la France en 1944. Bien plus récemment, l'écrivain et ancien officier français Guillaume Ancel fut également élève de l'École spéciale militaire de Saint-Cyr à la fin des années 1990.

#### Bases de données et dictionnaires
- Site officiel
- Ressource relative à la vie publique :   - Nominations au Journal officiel
- Ressource relative au spectacle :   - Carthalia
- Ressource relative à la recherche :   - HCERES
- Notices dans des dictionnaires ou encyclopédies généralistes :   - Britannica
  - Gran Enciclopèdia Catalana
- Notices d'autorité :   - VIAF
  - ISNI
  - BnF (données)
  - LCCN
  - GND
  - Tchéquie